# Polo aquático nos Jogos Pan-Americanos de 2023 - Feminino
O torneio feminino de polo aquático nos Jogos Pan-Americanos de 2023 foi realizado de 30 de outubro a 4 de novembro no Centro Aquático, localizado no cluster do Estádio Nacional. Oito equipes participaram do evento.
A equipe vencedora se classificou para os Jogos Olímpicos de 2024, em Paris.

## Qualificação
Um total de oito equipes femininas qualificaram-se ao torneio. O país-sede (Chile) qualificou-se automaticamente junto com outras sete equipes, de acordo com vários critérios. Canadá e Estados Unidos receberam qualificação automática, junto com os dois primeiros colocados dos Jogos Sul-Americanos de 2022. Os Jogos Centro-Americanos e do Caribe de 2023 estavam programados para ser o torneio de qualificação para a Federação Centro-Americana e Caribenha de Natação, mas o torneio foi cancelado devido ao baixo número de inscrições. Devido a isso, o Campeonato da Federação Centro-Americana e Caribenha de Natação de 2022 foi utilizado para determinar as equipes classificadas.
| Evento                       | Datas            | Local      | Vagas | Classificado               |
| ---------------------------- | ---------------- | ---------- | ----- | -------------------------- |
| País-sede                    | —                | —          | 1     | Chile                      |
| Classificação automática     | —                | —          | 2     | Canadá · Estados Unidos    |
| Campeonato da CCCAN de 2022  | 20–26 de julho   | Bridgetown | 3     | Cuba · México · Porto Rico |
| Jogos Sul-Americanos de 2022 | 11–15 de outubro | Assunção   | 2     | Brasil · Argentina         |
| Total                        |                  |            | 8     |                            |

## Medalhistas
|  | USA Estados Unidos |  | CAN Canadá |  | BRA Brasil |
|  | Ashleigh Johnson Emily Ausmus Tara Prentice Rachel Fattal Jenna Flynn Maggie Steffens Jordan Raney Ryann Neushul Jewel Roemer Kaleigh Gilchrist Ava Johnson Bayley Weber Amanda Longan |  | Jessica Gaudreault Rae Lekness Axelle Crevier Emma Wright Daphné Guèvremont Blaire McDowell Verica Bakoc Elyse Lemay-Lavoie Hayley McKelvey Serena Browne Kindred Paul Floranne Carroll Clara Vulpisi |  | Thatiana Pregolini Stefany Azevedo Letícia Silva Kemily Leão Ana Júlia Amaral Jeniffer Cavalcante Samantha Ferreira Karen da Silva Letícia Belorio Rebecca Moreira Luana de Souza Eduarda Estevão Isabela Mendes |

## Formato
As oito equipes foram divididas em dois grupos de quatro equipes. Cada equipe enfrenta as outras no mesmo grupo, totalizando três jogos. Todas as equipes se classificaram às quartas-de-final e se enfrentaram de acordo com as posições em seus grupos. As vencedoras da fase foram às semifinais e as restantes para jogos de definição do quinto ao oitavo lugar. Nas semifinais, as vencedoras disputam a medalha de ouro e as perdedoras a de bronze.

## Primeira fase
|  | Equipes classificadas automaticamente às quartas de final |

Todas as partidas seguem o fuso horário local (UTC−3).

#### Grupo A
| Seleção       | P | J | V | E | D | GP | GC | SG  |
| ------------- | - | - | - | - | - | -- | -- | --- |
| CAN Canadá    | 9 | 3 | 3 | 0 | 0 | 70 | 19 | +51 |
| ARG Argentina | 5 | 3 | 1 | 0 | 1 | 35 | 37 | –2  |
| CUB Cuba      | 4 | 3 | 1 | 0 | 1 | 35 | 53 | –18 |
| MEX México    | 0 | 3 | 0 | 0 | 3 | 24 | 54 | –30 |

| 30 de outubro 08:00 | Relatório | México                                 | 11 – 14 | Cuba               | Centro Aquático do Estádio Nacional |
| 30 de outubro 08:00 | Relatório | Placar por quartos: 3–3, 3–4, 4–4, 1–4 |         |                    | Centro Aquático do Estádio Nacional |
| 30 de outubro 08:00 | Relatório | Vizacarra 2                            | Gols    | quatro jogadoras 1 | Centro Aquático do Estádio Nacional |

| 30 de outubro 11:00 | Relatório | Canadá                                 | 14 – 9 | Argentina               | Centro Aquático do Estádio Nacional |
| 30 de outubro 11:00 | Relatório | Placar por quartos: 3–2, 6–1, 1–4, 4–2 |        |                         | Centro Aquático do Estádio Nacional |
| 30 de outubro 11:00 | Relatório | Bakoc 4                                | Gols   | Auliel, A. Bacigalupo 3 | Centro Aquático do Estádio Nacional |

| 31 de outubro 08:00 | Relatório | Canadá                                 | 24 – 3 | Cuba             | Centro Aquático do Estádio Nacional |
| 31 de outubro 08:00 | Relatório | Placar por quartos: 6–0, 7–0, 2–0, 9–3 |        |                  | Centro Aquático do Estádio Nacional |
| 31 de outubro 08:00 | Relatório | três jogadoras 4                       | Gols   | três jogadoras 1 | Centro Aquático do Estádio Nacional |

| 31 de outubro 11:00 | Relatório | México                                 | 6 – 8 | Argentina         | Centro Aquático do Estádio Nacional |
| 31 de outubro 11:00 | Relatório | Placar por quartos: 0–0, 0–4, 5–3, 1–1 |       |                   | Centro Aquático do Estádio Nacional |
| 31 de outubro 11:00 | Relatório | Guzmán 3                               | Gols  | Auliel, Leonard 2 | Centro Aquático do Estádio Nacional |

| 1 de novembro 08:00 | Relatório | México                                 | 7 – 32 | Canadá   | Centro Aquático do Estádio Nacional |
| 1 de novembro 08:00 | Relatório | Placar por quartos: 2–7, 3–8, 1–8, 1–9 |        |          | Centro Aquático do Estádio Nacional |
| 1 de novembro 08:00 | Relatório | Ramírez 3                              | Gols   | Browne 5 | Centro Aquático do Estádio Nacional |

| 1 de novembro 11:00 | Relatório | Cuba                                             | 17 – 18 | Argentina       | Centro Aquático do Estádio Nacional |
| 1 de novembro 11:00 | Relatório | Placar por quartos: 5–2, 3–3, 3–3, 1–4 Pro.: 5–6 |         |                 | Centro Aquático do Estádio Nacional |
| 1 de novembro 11:00 | Relatório | Zunzunegui 4                                     | Gols    | A. Bacigalupo 6 | Centro Aquático do Estádio Nacional |

#### Grupo B
| Seleção            | P | J | V | E | D | GP | GC | SG  |
| ------------------ | - | - | - | - | - | -- | -- | --- |
| USA Estados Unidos | 9 | 3 | 3 | 0 | 0 | 85 | 3  | +82 |
| BRA Brasil         | 6 | 3 | 2 | 0 | 1 | 53 | 27 | +26 |
| PUR Porto Rico     | 3 | 3 | 1 | 0 | 2 | 16 | 60 | –44 |
| CHI Chile (H)      | 0 | 3 | 0 | 0 | 3 | 14 | 80 | –66 |

| 30 de outubro 09:30 | Relatório | Brasil                                 | 19 – 7 | Porto Rico           | Centro Aquático do Estádio Nacional |
| 30 de outubro 09:30 | Relatório | Placar por quartos: 4–3, 6–2, 6–1, 3–1 |        |                      | Centro Aquático do Estádio Nacional |
| 30 de outubro 09:30 | Relatório | Leão 4                                 | Gols   | Montalvo, Meléndez 2 | Centro Aquático do Estádio Nacional |

| 30 de outubro 12:30 | Relatório | Estados Unidos                          | 35 – 0 | Chile | Centro Aquático do Estádio Nacional |
| 30 de outubro 12:30 | Relatório | Placar por quartos: 12–0, 8–0, 8–0, 7–0 |        |       | Centro Aquático do Estádio Nacional |
| 30 de outubro 12:30 | Relatório | Flynn, Steffens 5                       | Gols   |       | Centro Aquático do Estádio Nacional |

| 31 de outubro 09:30 | Relatório | Estados Unidos                         | 29 – 0 | Porto Rico | Centro Aquático do Estádio Nacional |
| 31 de outubro 09:30 | Relatório | Placar por quartos: 8–0, 8–0, 7–0, 6–0 |        |            | Centro Aquático do Estádio Nacional |
| 31 de outubro 09:30 | Relatório | Steffens 6                             | Gols   |            | Centro Aquático do Estádio Nacional |

| 31 de outubro 12:30 | Relatório | Brasil                                   | 31 – 2 | Chile             | Centro Aquático do Estádio Nacional |
| 31 de outubro 12:30 | Relatório | Placar por quartos: 10–0, 10–0, 3–2, 8–0 |        |                   | Centro Aquático do Estádio Nacional |
| 31 de outubro 12:30 | Relatório | Leão 6                                   | Gols   | Puelma, Ravizza 1 | Centro Aquático do Estádio Nacional |

| 1 de novembro 09:30 | Relatório | Brasil                                 | 3 – 25 | Estados Unidos | Centro Aquático do Estádio Nacional |
| 1 de novembro 09:30 | Relatório | Placar por quartos: 1–4, 0–9, 0–4, 2–8 |        |                | Centro Aquático do Estádio Nacional |
| 1 de novembro 09:30 | Relatório | Belorio 2                              | Gols   | Fattal 5       | Centro Aquático do Estádio Nacional |

| 1 de novembro 12:30 | Relatório | Porto Rico                             | 14 – 12 | Chile       | Centro Aquático do Estádio Nacional |
| 1 de novembro 12:30 | Relatório | Placar por quartos: 4–4, 3–2, 4–4, 3–2 |         |             | Centro Aquático do Estádio Nacional |
| 1 de novembro 12:30 | Relatório | Guzmán 4                               | Gols    | Sarmiento 4 | Centro Aquático do Estádio Nacional |

## Fase final

### Chaveamento
|  | Quartas de final | Quartas de final |                |    | Semifinais        | Semifinais        |  |  | Disputa do ouro | Disputa do ouro |
|  |                  |                  |                |    |                   |                   |  |  |                 |                 |
|  | 2 de novembro    |                  |                |    |                   |                   |  |  |                 |                 |
|  |                  |                  |                |    |                   |                   |  |  |                 |                 |
|  | Argentina        | 13               |                |    |                   |                   |  |  |                 |                 |
|  | Argentina        | 13               | 3 de novembro  |    |                   |                   |  |  |                 |                 |
|  | Porto Rico       | 11               |                |    |                   |                   |  |  |                 |                 |
|  | Porto Rico       | 11               | Argentina      | 1  |                   |                   |  |  |                 |                 |
|  | 2 de novembro    |                  | Argentina      | 1  |                   |                   |  |  |                 |                 |
|  |                  | Estados Unidos   | 27             |    |                   |                   |  |  |                 |                 |
|  | México           | Estados Unidos   | 27             | 1  |                   |                   |  |  |                 |                 |
|  | México           |                  | 4 de novembro  | 1  |                   |                   |  |  |                 |                 |
|  | Estados Unidos   | 32               |                |    |                   |                   |  |  |                 |                 |
|  | Estados Unidos   | 32               | Estados Unidos | 20 |                   |                   |  |  |                 |                 |
|  | 2 de novembro    |                  | Estados Unidos | 20 |                   |                   |  |  |                 |                 |
|  |                  | Canadá           | 11             |    |                   |                   |  |  |                 |                 |
|  | Cuba             | Canadá           | 11             | 10 |                   |                   |  |  |                 |                 |
|  | Cuba             | 3 de novembro    |                | 10 |                   |                   |  |  |                 |                 |
|  | Brasil           | 12               |                |    |                   |                   |  |  |                 |                 |
|  | Brasil           | 12               | Brasil         | 4  |                   |                   |  |  |                 |                 |
|  | 2 de novembro    |                  | Brasil         | 4  |                   |                   |  |  |                 |                 |
|  |                  | Canadá           | 21             |    | Disputa do bronze | Disputa do bronze |  |  |                 |                 |
|  | Canadá           | Canadá           | 21             | 33 | Disputa do bronze | Disputa do bronze |  |  |                 |                 |
|  | Canadá           |                  | 4 de novembro  | 33 |                   |                   |  |  |                 |                 |
|  | Chile            | 2                |                |    |                   |                   |  |  |                 |                 |
|  | Chile            | 2                | Argentina      | 9  |                   |                   |  |  |                 |                 |
|  |                  |                  |                |    |                   |                   |  |  |                 |                 |
|  | Brasil           | 10               |                |    |                   |                   |  |  |                 |                 |
|  | Brasil           | 10               |                |    |                   |                   |  |  |                 |                 |

|  | Classificação 5º–8º lugar | Classificação 5º–8º lugar |                     |    | Disputa do 5º lugar | Disputa do 5º lugar |
|  |                           |                           |                     |    |                     |                     |
|  | 3 de novembro             |                           |                     |    |                     |                     |
|  |                           |                           |                     |    |                     |                     |
|  | Porto Rico                | 9                         |                     |    |                     |                     |
|  | Porto Rico                | 9                         | 4 de novembro       |    |                     |                     |
|  | México                    | 10                        |                     |    |                     |                     |
|  | México                    | 10                        | México              | 15 |                     |                     |
|  | 3 de novembro             |                           | México              | 15 |                     |                     |
|  |                           | Cuba                      | 11                  |    |                     |                     |
|  | Cuba                      | Cuba                      | 11                  | 15 |                     |                     |
|  | Cuba                      |                           |                     | 15 |                     |                     |
|  | Chile                     | 13                        |                     |    |                     |                     |
|  | Chile                     | 13                        | Disputa do 7º lugar |    |                     |                     |
|  |                           |                           |                     |    |                     |                     |
|  | 4 de novembro             |                           |                     |    |                     |                     |
|  |                           |                           |                     |    |                     |                     |
|  | Porto Rico                | 18                        |                     |    |                     |                     |
|  | Porto Rico                | 18                        |                     |    |                     |                     |
|  | Chile                     | 13                        |                     |    |                     |                     |

### Quartas de final
| 2 de novembro 08:00 | Relatório | Argentina                              | 13 – 11 | Porto Rico | Centro Aquático |
| 2 de novembro 08:00 | Relatório | Placar por quartos: 1–2, 4–3, 6–5, 2–1 |         |            | Centro Aquático |
| 2 de novembro 08:00 | Relatório | Leonard 5                              | Gols    | Cardona 3  | Centro Aquático |

| 2 de novembro 09:30 | Relatório | Cuba                                   | 10 – 12 | Brasil    | Centro Aquático |
| 2 de novembro 09:30 | Relatório | Placar por quartos: 3–1, 3–5, 2–3, 2–2 |         |           | Centro Aquático |
| 2 de novembro 09:30 | Relatório | Zunzunegui 5                           | Gols    | Belorio 4 | Centro Aquático |

| 2 de novembro 11:00 | Relatório | Canadá                                   | 33 – 2 | Chile                          | Centro Aquático do Estádio Nacional |
| 2 de novembro 11:00 | Relatório | Placar por quartos: 4–0, 9–0, 10–2, 10–0 |        |                                | Centro Aquático do Estádio Nacional |
| 2 de novembro 11:00 | Relatório | Bakoc 7                                  | Gols   | I. del Villar, S. del Villar 1 | Centro Aquático do Estádio Nacional |

| 2 de novembro 12:30 | Relatório | México                                   | 1 – 32 | Estados Unidos | Centro Aquático do Estádio Nacional |
| 2 de novembro 12:30 | Relatório | Placar por quartos: 1–10, 0–11, 0–6, 0–5 |        |                | Centro Aquático do Estádio Nacional |
| 2 de novembro 12:30 | Relatório | Ramírez 1                                | Gols   | Steffens 7     | Centro Aquático do Estádio Nacional |

### Classificação 5º–8º lugar
| 3 de novembro 08:00 | Relatório | Porto Rico                             | 9 – 10 | México    | Centro Aquático do Estádio Nacional |
| 3 de novembro 08:00 | Relatório | Placar por quartos: 1–3, 2–3, 3–0, 3–4 |        |           | Centro Aquático do Estádio Nacional |
| 3 de novembro 08:00 | Relatório | Montalvo, Quiñones 3                   | Gols   | Ramírez 4 | Centro Aquático do Estádio Nacional |

| 3 de novembro 09:30 | Relatório | Cuba                                   | 15 – 13 | Chile                      | Centro Aquático do Estádio Nacional |
| 3 de novembro 09:30 | Relatório | Placar por quartos: 4–2, 5–3, 4–3, 2–5 |         |                            | Centro Aquático do Estádio Nacional |
| 3 de novembro 09:30 | Relatório | três jogadoras 3                       | Gols    | S. del Villar, Sarmiento 5 | Centro Aquático do Estádio Nacional |

### Semifinais
| 3 de novembro 11:00 | Relatório | Argentina                              | 1 – 27 | Estados Unidos     | Centro Aquático do Estádio Nacional |
| 3 de novembro 11:00 | Relatório | Placar por quartos: 0–7, 0–7, 1–6, 0–7 |        |                    | Centro Aquático do Estádio Nacional |
| 3 de novembro 11:00 | Relatório | Leonard 1                              | Gols   | quatro jogadoras 4 | Centro Aquático do Estádio Nacional |

| 3 de novembro 12:30 | Relatório | Brasil                                 | 4 – 21 | Canadá         | Centro Aquático do Estádio Nacional |
| 3 de novembro 12:30 | Relatório | Placar por quartos: 3–7, 0–5, 1–3, 0–6 |        |                | Centro Aquático do Estádio Nacional |
| 3 de novembro 12:30 | Relatório | Belorio 2                              | Gols   | Lemay-Lavoie 6 | Centro Aquático do Estádio Nacional |

### Disputa pelo sétimo lugar
| 4 de novembro 08:00 | Relatório | Porto Rico                             | 18 – 13 | Chile       | Centro Aquático do Estádio Nacional |
| 4 de novembro 08:00 | Relatório | Placar por quartos: 7–4, 3–3, 2–2, 6–4 |         |             | Centro Aquático do Estádio Nacional |
| 4 de novembro 08:00 | Relatório | Guzmán 5                               | Gols    | Henríquez 4 | Centro Aquático do Estádio Nacional |

### Disputa pelo quinto lugar
| 4 de novembro 09:30 | Relatório | México                                 | 15 – 11 | Cuba         | Centro Aquático do Estádio Nacional |
| 4 de novembro 09:30 | Relatório | Placar por quartos: 4–2, 5–2, 3–2, 3–5 |         |              | Centro Aquático do Estádio Nacional |
| 4 de novembro 09:30 | Relatório | Guzmán 5                               | Gols    | Zunzunegui 5 | Centro Aquático do Estádio Nacional |

### Disputa pelo bronze
| 4 de novembro 11:00 | Relatório | Argentina                              | 9 – 10 | Brasil     | Centro Aquático do Estádio Nacional |
| 4 de novembro 11:00 | Relatório | Placar por quartos: 3–2, 3–3, 1–1, 2–4 |        |            | Centro Aquático do Estádio Nacional |
| 4 de novembro 11:00 | Relatório | Canda 3                                | Gols   | Ferreira 3 | Centro Aquático do Estádio Nacional |

### Disputa pelo ouro
| 4 de novembro 12:30 | Relatório | Estados Unidos                         | 20 – 11 | Canadá     | Centro Aquático do Estádio Nacional |
| 4 de novembro 12:30 | Relatório | Placar por quartos: 5–3, 5–4, 6–2, 4–2 |         |            | Centro Aquático do Estádio Nacional |
| 4 de novembro 12:30 | Relatório | Fattal, Flynn 5                        | Gols    | McKelvey 4 | Centro Aquático do Estádio Nacional |

## Classificação final
| Pos.              | Equipe         | Qualificação                             |
| ----------------- | -------------- | ---------------------------------------- |
| Medalha de ouro   | Estados Unidos | Classificado aos Jogos Olímpicos de 2024 |
| Medalha de prata  | Canadá         |                                          |
| Medalha de bronze | Brasil         |                                          |
| 4                 | Argentina      |                                          |
| 5                 | Cuba           |                                          |
| 6                 | México         |                                          |
| 7                 | Porto Rico     |                                          |
| 8                 | Chile          |                                          |